# Mistrzostwa Panamerykańskie w Zapasach 1994
Mistrzostwa rozegrano 20 maja 1994 roku w Meksyku

## Tabela medalowa
|     | Państwo   |    |    |    | Razem: |
| --- | --------- | -- | -- | -- | ------ |
| 1.  | Kuba      | 13 | 2  | 0  | 15     |
| 2.  | USA       | 7  | 7  | 5  | 19     |
| 3.  | Meksyk    | 0  | 3  | 5  | 8      |
| 4.  | Kolumbia  | 0  | 3  | 2  | 5      |
| 5.  | Peru      | 0  | 2  | 1  | 3      |
| 6.  | Kanada    | 0  | 2  | 0  | 2      |
| 7.  | Panama    | 0  | 1  | 1  | 2      |
| 8.  | Wenezuela | 0  | 0  | 2  | 2      |
| 9.  | Portoryko | 0  | 0  | 2  | 2      |
| 10. | Gwatemala | 0  | 0  | 1  | 1      |
| 10. | Argentyna | 0  | 0  | 1  | 1      |
|     | razem:    | 20 | 20 | 20 | 60     |

## Wyniki

### W stylu klasycznym
| Waga   | złoty             | srebrny           | brązowy                      |
| ------ | ----------------- | ----------------- | ---------------------------- |
| 48 kg  | Wilber Sánchez    | Isaac Ramaswamy   | Edgar Fernando Perez Archila |
| 52 kg  | Raúl Martínez     | Robert Demeritt   | Juan Cortés                  |
| 57 kg  | Glen Frank        | Luis Sarmiento    | Armando Fernández            |
| 62 kg  | Juan Luis Marén   | Luis Izquierdo    | David Zuniga                 |
| 68 kg  | Liubal Colás      | Rodney Smith      | José Alberto Díaz            |
| 74 kg  | Filiberto Ascuy   | Rodolfo Hernández | Gordy Morgan                 |
| 82 kg  | Alexei Banes      | Dan Henderson     | Jairo Guerrero               |
| 90 kg  | Reynaldo Peña     | David Dean        | Mario González Pérez         |
| 100 kg | Fernando Jourdain | James Johnson     | Arnulfo Hernández            |
| 130 kg | Matt Ghaffari     | Guillermo Díaz    | Juan Cruz                    |

### W stylu wolnym
| Waga   | złoty            | srebrny           | brązowy              |
| ------ | ---------------- | ----------------- | -------------------- |
| 48 kg  | Alexis Vila      | José Restrepo     | Kanamti Solomon      |
| 52 kg  | Carlos Varela    | Bernardo Olvera   | Mauricio Vélez       |
| 57 kg  | Eric John Akin   | Bertram Lease     | Rodolfo Lopez Orozco |
| 62 kg  | Carlos Ortíz     | Adam DiSabato     | Anibál Nieves        |
| 68 kg  | John Hughes      | José Rodríguez    | Eloy Urbano          |
| 74 kg  | Matt Lindland    | Alberto Rodríguez | Gonzalo Peláez       |
| 82 kg  | Ariel Ramos      | Félix Isisola     | Les Gutches          |
| 90 kg  | Andy Foster      | General Scoh      | Orlando Rosa         |
| 100 kg | Wilfredo Morales | Arnulfo Hernández | George Porter        |
| 130 kg | Rulon Gardner    | Juan Cruz         | Alfredo Far          |